# Мчеделов, Михаил Павлович
Михаил Павлович Мчеделов (настоящая фамилия Мчедлишвили; 26 января (8 февраля) 1903, Батум — 21 февраля 1974, Москва) — российский арфист, музыкальный педагог и композитор грузинского происхождения. Заслуженный работник культуры РСФСР (1966).
Начал профессиональную подготовку в Тбилисской консерватории в классе Ларисы Сычуговой. С 1925 года продолжил образование в Московской консерватории в классе Николая Парфёнова, окончил курс в 1934 году. С 1930 г. играл в оркестре консерватории.
С 1933 г. арфист Государственного симфонического оркестра СССР, работал также в других московских музыкальных коллективах; одновременно с 1937—1941 гг. ассистент Ксении Эрдели в классе арфы Московской консерватории. С началом Великой Отечественной войны ушёл в ополчение, но был комиссован по болезни и направлен в Тбилиси, где на протяжении двух лет преподавал в консерватории и работал в местных оркестрах.
В 1943 г. вернулся в Москву в качестве доцента Музыкального училища при Московской консерватории, с 1946 г. заместитель директора по учебной работе, в 1956—1973 гг. заведующий струнным отделением. Одновременно в 1952—1960 гг. преподавал в Государственном музыкально-педагогическом институте им. Гнесиных, в 1957—1959 гг. — в Московской консерватории. Среди учеников Мчеделова — многие заметные арфисты России и СССР, включая Эмилию Москвитину.
Мчеделову принадлежит ряд произведений для арфы, из которых наибольшей известностью пользуются Вариации на тему Паганини, и серия дидактических трудов. Под редакцией Мчеделова дважды (1960, 1972) издавалась «Школа игры на арфе» его учителя Парфёнова. В 2016 году в Москве прошёл Международный арфовый фестиваль имени Мчеделова.